# Carnaval de Basileia
O Carnaval de Basileia (em alemão:  Basler Fasnacht) é o maior evento de carnaval da Suíça e ocorre anualmente entre fevereiro e março, na cidade de Basileia. Foi listado como um dos melhores cinquenta festividades locais da Europa.[carece de fontes?]
O Carnaval de Basileia começa na segunda-feira antes da quarta-feira de cinzas precisamente às 4h00, com a chamada Morgestraich. O carnaval dura exatamente 72 horas e, portanto, termina na manhã de quinta-feira às 4:00. Durante este tempo, era governado pelo Fasnächtler (os participantes), onde correm soltos nas ruas e restaurantes. Basler Fasnacht é muitas vezes referida como Drey Scheenschte Daag (os três dias mais belos).
Ao contrário dos festejos do Carnaval, realizada em outras cidades no norte (como os de Colónia, Mogúncia e Düsseldorf), o Carnaval de Basileia mostra uma clara separação entre os participantes e espectadores.

## Importância cultural

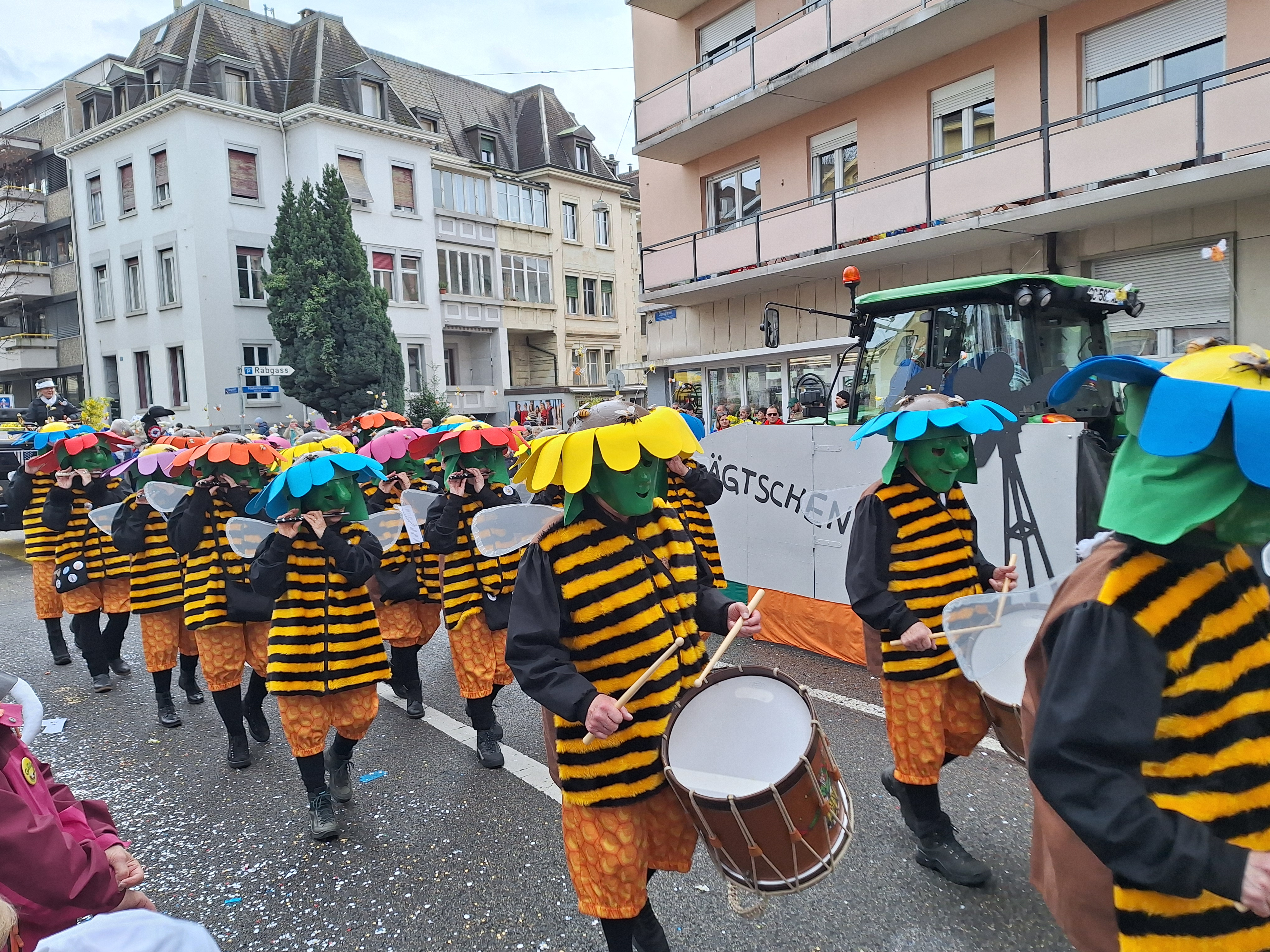
Tambores e pifaros no carnaval de Basileia em 2025

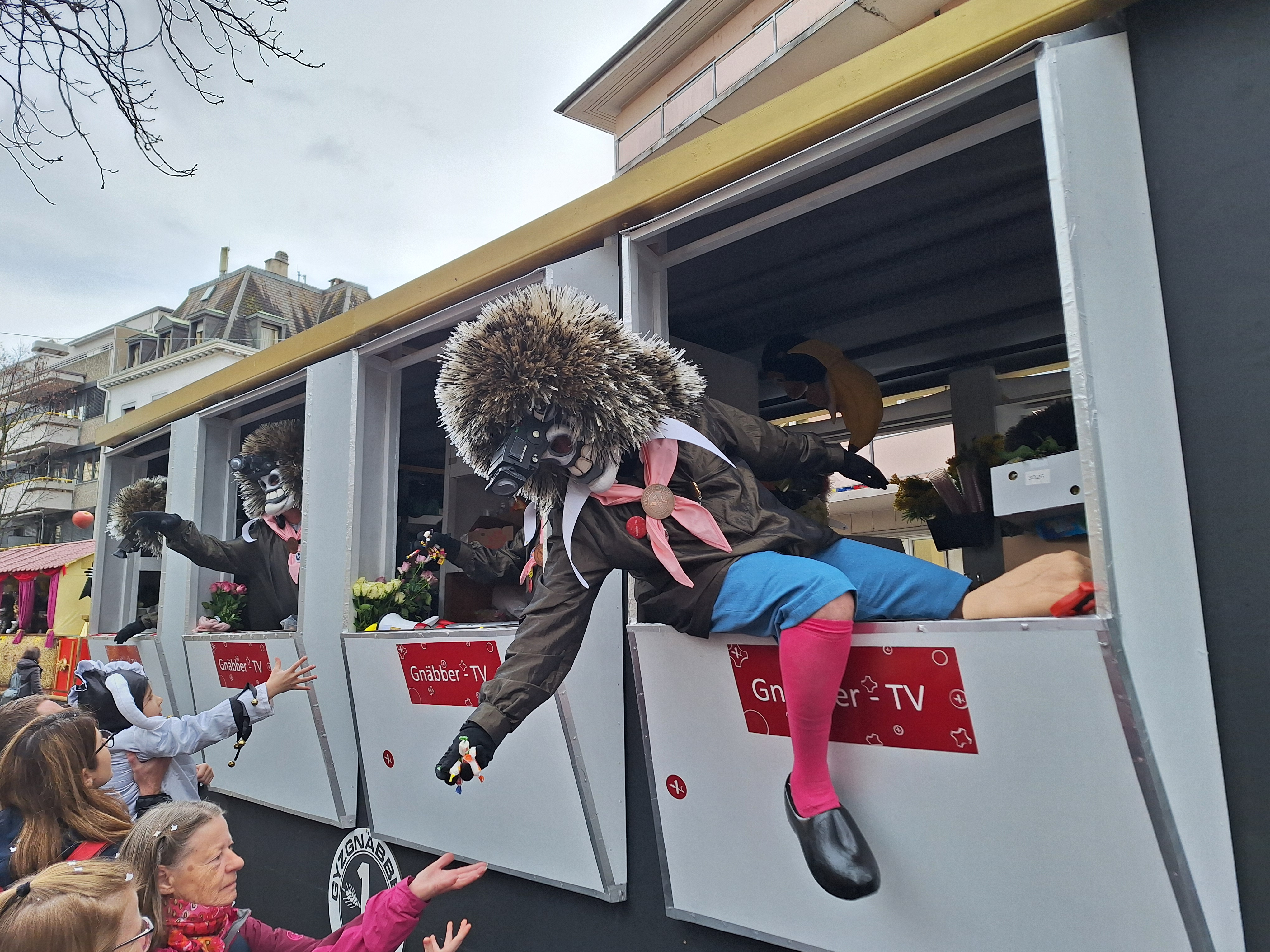
Os participantes ativos distribuem doces, laranjas e flores aos espectadores, carnaval de Basileia em 2025

Na segunda e quarta-feira, há duas procissões em que desfilam, ao som de bandas com tambores e pífaros, cerca de 11 mil pessoas disfarçadas e agrupadas em desfiles acompanhados de carros alegóricos. Na terça-feira, dia dedicado às crianças, há concertos e exposições de lanternas, ao mesmo tempo que outros eventos festivos. O carnaval assemelha-se a uma gigantesca revista satírica em que todos os tipos de meios visuais e retóricos são usados para ridicularizar vícios e erros. Na preparação deste festival, que atrai aproximadamente 220 000 visitantes suíços e estrangeiros, participam ativamente cerca de 20 000 pessoas de todas as origens, idades, classes sociais e convicções políticas. Os profissionais e depositários desse elemento cultural criaram associações de diferentes tipos, formadas por homens e mulheres em pé de igualdade. O carnaval fortalece a coesão social, promove a tolerância através da crítica social e contribui para a salvaguarda do dialeto local. A transmissão dessa prática cultural ocorre informalmente dentro das famílias que participam no evento há várias gerações. Os comparsas também desempenham um papel importante nesse aspeto e há secções dedicadas a preparar a mudança geracional. Algumas celebrações anteriores ao carnaval também facilitam a transmissão deste elemento fora do seu tempo de celebração. Nas últimas décadas, a salvaguarda do carnaval foi possível graças às medidas tomadas pelas comunidades para preservá-lo, bem como o apoio contínuo das autoridades.
Em 2017 a UNESCO inscreveu o Carnaval de Basileia na lista representativa do Património Cultural Imaterial da Humanidade.